# Mittheilungen der K.K. Central-Commission zur Erforschung und Erhaltung der Baudenkmale
Die Mittheilungen der K.K. Central-Commission zur Erforschung und Erhaltung der Baudenkmale war eine österreichische museumswissenschaftliche Zeitschrift insbesondere zu den mit der Denkmalpflege befassten Bereichen der Kunst und der Geschichte. Herausgeber war die Kaiserlich Königliche Central-Commission zur Erforschung und Erhaltung der Baudenkmale. Das von 1854 bis 1874 produzierte Blatt erschien anfangs bei Braumüller und später bei Gerold.
Seine Fortsetzung erhielt das Periodikum in den ab 1875 erschienenen Mitteilungen der K.K. Zentral-Kommission zur Erforschung und Erhaltung der Kunst- und Historischen Denkmale.